# Włodzimierz Dahlig

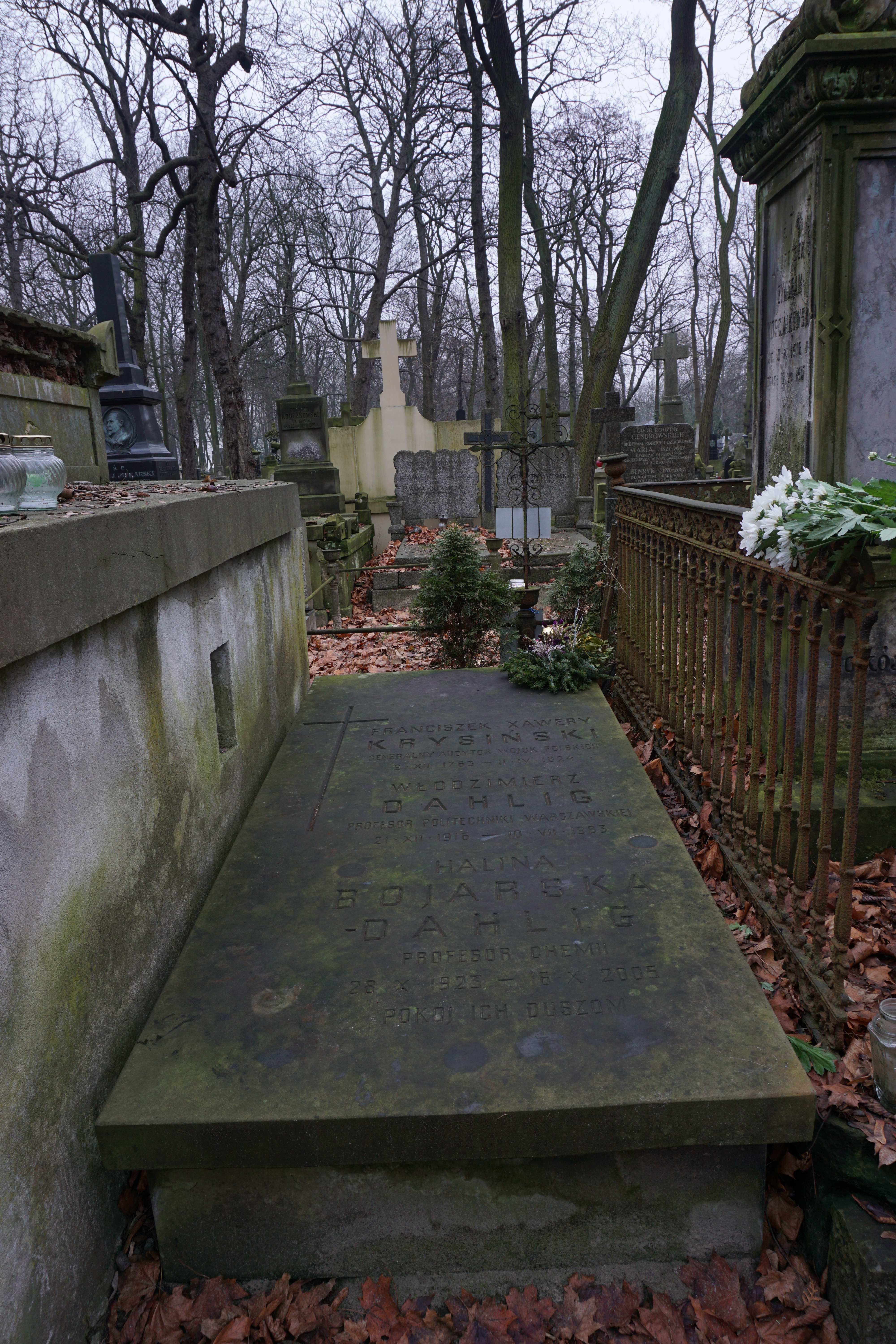
Grób Włodzimierza Dahliga na cmentarzu Powązkowskim

Włodzimierz Dahlig, ps. „Chemik” (ur. 21 grudnia 1916, zm. 10 lipca 1983 w Warszawie) – polski chemik, profesor Politechniki Warszawskiej.

## Życiorys
Syn Henryka i Emmy. Po ukończeniu w 1935 sosnowieckiego Liceum im. Stanisława Staszica rozpoczął studia na Wydziale Chemicznym Politechniki Warszawskiej.
Podczas II wojny światowej walczył w szeregach Armii Krajowej, uczestniczył w powstaniu warszawskim.
Po wyzwoleniu Warszawy, 20 stycznia 1945 uczestniczył w wydobywaniu z kanałów i piwnic Politechniki Warszawskiej ukrytych pomocy naukowych i biblioteki Wydziału Chemicznego. Jako inżynier chemik był pionierem w zakresie stosowania tworzyw sztucznych do celów medycznych. Prowadził badania dotyczące chemii i technologii polimerów, uzyskał tytuł profesora zwyczajnego, był dziekanem Wydziału Chemii Politechniki Warszawskiej.

### Patenty
Był współautorem patentów z dziedziny chemii i tworzyw polimerowych:
- Sposób wytwarzania szkła do barwnego przepuszczania światła[2];
- Urządzenie do kropelkowego nawadniania roślin[3];
- Poduszka przeciwodleżynowa[4];
- Cewnik do długotrwałych wlewów dożylnych[5];
- Sposób wytwarzania opakowań z tworzyw termoplastycznych[6];
- Sposób zamykania przedmiotów w torebkach, zwłaszcza z folii z tworzyw sztucznych[7].

Poza pracą naukową Włodzimierz Dahlig pełnił funkcję wiceprezesa konsystorza kościoła ewangelicko-augsburskiego w Warszawie.
19 stycznia 1955 został odznaczony Medalem 10-lecia Polski Ludowej.
Spoczywa razem z żoną Haliną Bojarską-Dahlig na cmentarzu Powązkowskim (kwatera 32-4-14).